# Paul Joseph Phạm Đình Tụng

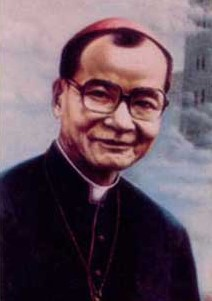
Paul Joseph Phạm als Bischof von Bac Ninh

Kardinalswappen

Paul Joseph Kardinal Phạm Đình Tụng, Vietn.: Phao-lô Giu-se Phạm Đình Tụng, (* 15. Juni 1919 in Binh Hoa, Vietnam; † 22. Februar 2009 in Hanoi, Vietnam) war Bischof von Bắc Ninh und Erzbischof von Hanoi.

## Leben
Phạm studierte im Priesterseminar von Hanoi Katholische Theologie und Philosophie. Er empfing am 6. Juni 1949 das Sakrament der Priesterweihe und arbeitete anschließend als Seelsorger. 1963 ernannte ihn Papst Johannes XXIII. zum Bischof von Bắc Ninh. Die Bischofsweihe spendete ihm Erzbischof Joseph Marie Trịnh Như Khuê am 15. August desselben Jahres. Von 1963 bis 1990 stand Phaolo-Giuse Pham Dinh Tung unter Hausarrest. 
1990 wurde er zum Apostolischen Administrator in Hanoi bestellt. 1994 ernannte ihn Papst Johannes Paul II. nach dem Tod seines Amtsvorgängers Joseph Kardinal Trinh Văn Căn zum Erzbischof von Hanoi und nahm ihn als Kardinalpriester mit der Titelkirche Santa Maria „Regina Pacis“ in Ostia mare in das Kardinalskollegium auf. 
Seinem Rücktrittsgesuch vom Amt des Erzbischofs von Hanoi wurde 2005 durch Johannes Paul II. stattgegeben.

## Wirken
Während der Zeit des durch die kommunistischen Machthaber verordneten Hausarrestes von 1963 bis 1990 besuchte er keine seiner circa 100 Pfarrgemeinden, konnte aber die Bistumsverwaltung mit drei Priestern und zahlreichen Laienpriestern aufrechterhalten. Er entwickelte in der Zeit des 27 Jahre andauernden Hausarrestes eine eigene Gebetstechnik und verfasste mystische Gedichte und Reime. Phạm hatte die heiligen Texte in eine traditionelle vietnamesische Poesieform überführt, die das Erinnern der Inhalte erleichtert. Sein katechetisches Werk „Lục bát“ machte ihn in Vietnam bekannt.